# جاسم الداوودي
جاسم الداوودي ، لاعب كرة قدم بحريني سابق.
و قد كان يلعب مع منتخب البحرين لكرة القدم.

## كأس الخليج 1976
و قد سجل هدف في مرمى منتخب الإمارات لكرة القدم.